# 皮蛋酥

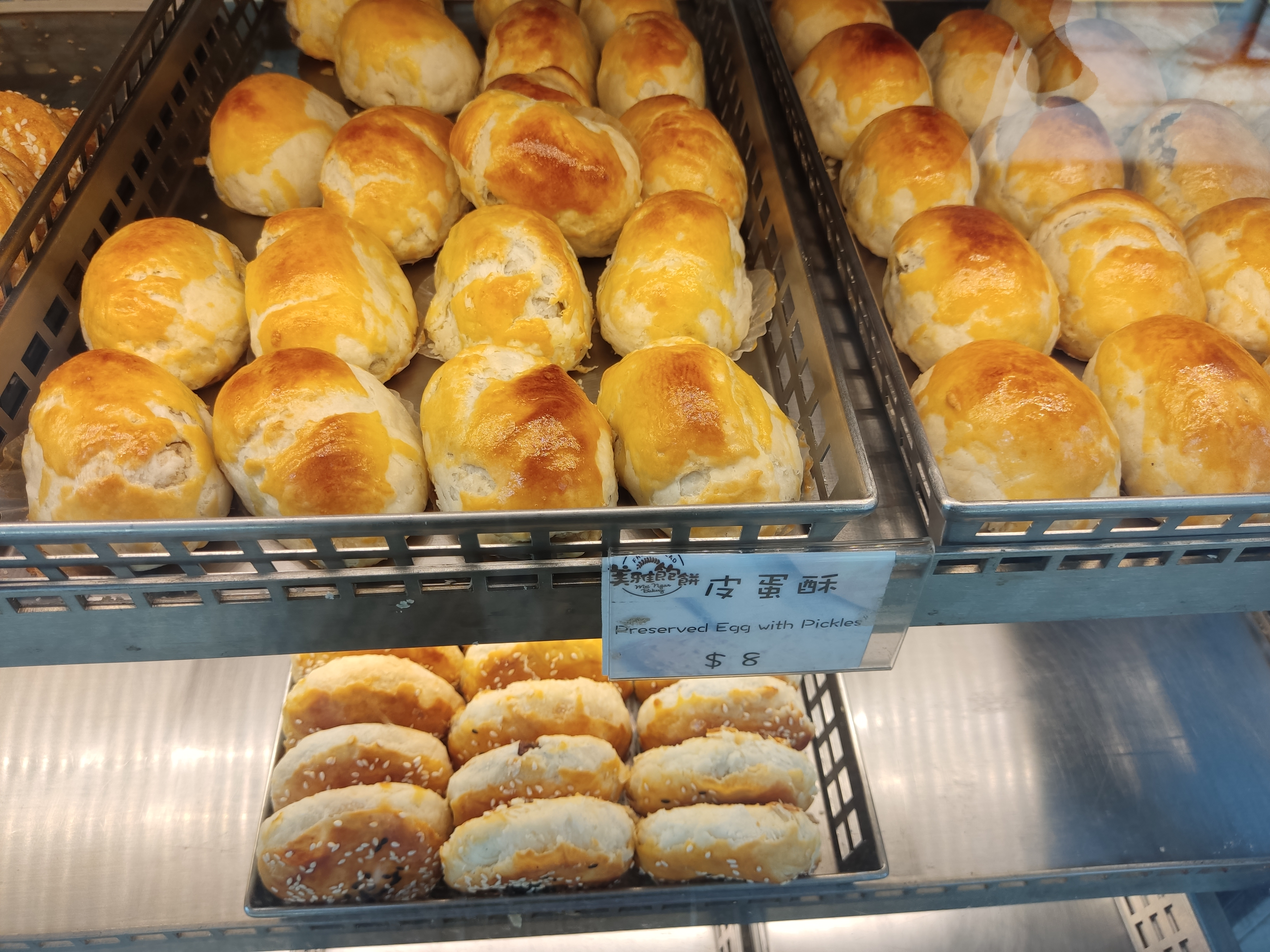

皮蛋酥以皮蛋做餡，在嫁女餅中蛋象徵新婚娘子能開枝散葉。由於孕婦多吃酸薑皮蛋，故最初皮蛋酥是以蓮蓉包酸薑和皮蛋的。到1960年代，人們的口味開始喜歡只以蓮蓉、豆蓉(鹹綠豆蓉)加半隻皮蛋來吃，便漸漸淘汰了傳統的皮蛋酥。